# Arez
Arez, född 20 oktober 1991 i Mexico City, är en mexikansk fribrottare och utövare av lucha libre. Arez har sedan 2018 brottats i det största förbundet i Mexiko, Lucha Libre AAA Worldwide under ett fritt kontrakt där han tillåts att frilansa och har således uppträtt i mängder av andra förbund och events i Mexiko och är ett av de största namnen på den oberoende scenen. 
Arez har även brottats i USA i bland annat Major League Wrestling och Impact Wrestling genom deras samarbete med AAA. Arez var också en del av den populära gruppen Los Indystrongtibles tillsammans med Belial och Impulso som var mycket välkänd och framgångsrik på den mexikanska oberoende scenen mellan 2013 och 2018. Gruppen har aldrig formellt upplösts men de tre har sällan brottats tillsammans sedan 2018, då Arez blivit ett allt större namn i egen kapacitet. Arez har sedan dess utvecklat en rivalitet med Aramís, och de har gått många matcher emot varandra.
Istället för att bära en mask som många mexikanska fribrottare gör så brottas Arez i en avancerad kropps- och ansiktsmålning inspirerad av karaktären Venom. Fribrottaren Finn Balor, känd från WWE har i sin tur tagit inspiration från Arez och använder ibland en liknande målning.